# 冨田英揮
冨田 英揮（とみた ひでき、1966年9月5日 - ）は、日本の実業家。ディップ株式会社代表取締役社長 兼 CEO（最高経営責任者）。同社の創業者。

## 概要
1966年愛知県生まれ。1990年、株式会社地産入社。その後はゴルフサービス会社、英会話スクールなどを経て、1997年にディップ株式会社を設立した。2000年より派遣求人サイト「はたらこねっと」、2002年よりアルバイト・パート求人情報サイト「バイトル」を開始した。2004年マザーズ上場、2013年東証1部へ指定替えを果たし、現在は東証プライム。

## 経歴
愛知県出身。1990年愛知学院大学商学部卒業。27歳で起業を志し、中小企業創造活動促進法などの認可を受けて30歳でディップ株式会社を一人で立ち上げる。1997年3月14日、ジャパン・インキュベーション・キャピタル（南部靖之と孫正義が設立）の事務所内にデスク1席を間借りして事業を開始する。1998年 、日本IBMとコンテンツパートナー契約し、コンビニのマルチメディア端末で「無料カタログ送付サービス」を開始。
求人情報ポータル事業のための資金調達に奔走。日本ではインターネットの黎明期で資金が集まらずカリフォルニア州サンノゼにあるIBIインターナショナル・ ビジネス・インキュベーターに間借りしてシリコンバレーのベンチャーキャピタルで資金調達活動を行う。
1999年の在米中に孫正義のナスダックジャパン構想を聞き帰国。ナスダックジャパンクラブの主催の事業プレゼンコンテストで起業家代表に選ばれ、孫正義や樋口廣太郎など1500社の起業経営者の前でスピーチ。「ナスダックジャパン構想によって、『dreamとideaとpassion（ディップの社名の由来）』だけで資金のないスタートアップのベンチャー企業でも日本で事業資金を調達できる時代になった」と宣言する。
2000年10月、求人広告業界初のポータルサイト「はたらこねっと」開始。全国のローソン7600店舗のマルチメディア端末「Loppi」およびモバイル端末にて「はたらこねっと」を配信。
2001年11月「はたらこねっと」のバイト情報を分割して「バイトル」を立ち上げる。Yahoo!求人との提携で、「バイトル」、「はたらこねっと」のユーザー数が伸び、事業が急成長。2003年12月に東証マザーズ上場が決まるが、上場3日前に突然ヤフーから提携解消を通告され上場を断念。延期から５か月後に上場を果たした。
2008年のリーマン・ショックの直撃を受け求人企業がリストラを断行する中、リストラを行わず全社員の雇用を守った。
2010年、求人広告業界初となる「動画情報サービス」「応募バロメーター機能」を求人に搭載。求人情報誌ではマネの出来ないインターネットならではのサービスを開始した。
2013年12月東証一部上場を果たす。経済復興とスマートフォンの急速な普及の波に乗り株価はアベノミクスの開始から5年で70倍となりTOPIX採用銘柄の上昇率でトップを独走。
2015年、2016年「Forbes Asia」が選ぶ「Asia’s 200 Best Under A Billion」に2年連続で選出。
2016年「JPX日経インデックス400」の構成銘柄に初選出。
2019年3月、日経500種平均株価の構成銘柄に初選出。
2019年3月、に “人”と“デジタル”の両軸で労働市場における諸課題を解決すべく「Labor force solution company」をビジョンに掲げ、DX事業を開始。
2020年、新型コロナウイルス感染拡大する中、3月にはユーザーに対する新型コロナ感染による休業時の経済支援策を発表。他様々な施策をスピーディーに実施した。
2021年、ワクチンを接種したユーザーに時給アップやワクチン手当の支給等を働きかける「ワクチンインセンティブプロジェクト」や、人手不足の解消とともに働く人の待遇向上を実現するための取り組み「ディップ・インセンティブ・プロジェクト」を実施し、有期雇用労働者の待遇向上や時給アップを働きかけている。
2023年２月、多様な就業機会を創出する取り組みとして、「バイトル」「バイトルNEXT」「バイトルPRO」「はたらこねっと」において応募時の年齢入力を必須としないよう働きかける「dip DEIプロジェクト」開始
2023年４月、生成系AI技術を活用した新たな取り組み「AIエージェント事業」の開発開始を発表
2023年12月、「夢に向かって頑張っている人と一緒に夢を目指していきたい。」ディップ株式会社ブランドアンバサダーに大谷翔平選手が就任

## エピソード

### 創業の苦難
冨田は経営者であった父親に憧れ、小さな頃から社長になることが夢だった。大学卒業後、父親が経営していた英会話スクールの再建に奔走。
スクールの単月黒字化に成功した冨田は、営業活動の中でひらめいたアイデアを実現したいと考えるようになり、起業へと突き進んだ。そのアイデアとは、スクール、旅行、自動車などのカタログ情報を集約した端末をコンビニに設置し、そこから利用者が欲しいカタログを請求できる、という仕組みであった。
最初に立ちふさがったのは資金の壁だった。当時は今と違い、会社設立には最低でも1000万円の資本金が必要だった。地元、愛知で融資が受けられず、サラ金から借金をしながらの日々。一縷の望みをかけて東京へ。6畳1間冷暖房なしの生活が始まる。
ある日、パソナ南部代表とソフトバンク孫社長が若い起業家支援のために設立した、「ジャパン・インキュベーション・キャピタル」を偶然テレビで目にし、事業計画書を送った。それが認められ、パソナのオフィスで机を１つ、月5,000円で借りることができ、起業決意から３年、1997年3月、ディップ株式会社が設立。

### 夢とアイデアと情熱で切り拓く_提携解消からの大逆転
冨田のアイデアを普及させるため、インターネット黎明期に大きな注目を集めていたヤフーとの提携を考える。名刺交換しただけの孫正義社長に大胆にも直接メールを送り、アポイント獲得に成功。3年間の歳月を経て「Yahoo!求人情報」に情報提供を開始し、事業は急拡大。しかし、2003年末東証マザーズ上場のわずか３日前。ヤフーがリクルートと提携することを知らされる。それはディップとヤフーの提携解消を意味していた。株式公開の直前に会社存亡の危機に陥る。冨田は、ヤフーとの提携があることを前提で株を買った株主の信頼を損なうような上場はできないと株式公開を辞退した。
社員達と上場を祝うために船上パーティーを予定していたがそれも中止せず、発想を転換し船上での「ヤフーからの卒業パーティー」を実行させる。船上パーティーは、「ヤフーがなくなった今こそ、自分たちの実力の見せどころだ」と、社員達の士気は大いに上がった。その勢いのまま全社員が一致団結し、危機的な状況の中でも攻めの営業を続け、その後の業績が落ちることはなかった。
2004年5月株式公開を辞退してからわずか5カ月という、日本株式史上最短のスピードで、ディップは東証マザーズへの上場を果たした。投資家保護のために上場を取りやめたことは、かえって投資家から信頼を得ることにつながった。売り出し価格は当初の予定より20％高くなり、上場日には値がつかず、翌日に倍以上で初値がついた。

### 大不況をチャンスに変える
2008年9月、リーマンブラザーズの破綻をきっかけに起こった世界的な金融恐慌は、求人マーケットにもかつてない大きな打撃を与え、当時主流だった紙媒体への掲載求人数はわずか半年で4割減と人材サービス大手各社は軒並み減収・減益と大打撃を受ける。
同業他社では大幅な人員削減、リストラが始まったとの話が聞こえ始め、経営会議でも「うちもリストラを断行するべきでは」との声があがった。冨田は役員一人ひとりに意見を求め、みんなの発言が終わったあと、静かに口を開く。「会社を存続させるために、時には厳しい選択をしなくてはならないのが経営者だ」「しかし他社のリストラは理解できない。一部の社員にだけに痛みを負わすリストラではなく、全員で痛みを分かち合い、この危機を乗り越えよう」と力強い言葉で決断を下す。そして「管理職の給与を減らさざるを得ない状況で、会社から何もしてあげられないから、私の株をみんなに配りたい」と、全社員800人に無償で株式の一部を譲渡する（現在の株価にするとおよそ40億円相当）。
社員を大切に思い、守り抜こうとする冨田の愛情を全社員が深く受け止め、競合各社が売上を半減など大きく落としリストラする中、社員の雇用を守りながら、シェアを大きく伸ばし、危機を脱する。

### 急成長を支えるフィロソフィー
2011年には新たに企業理念を制定。
「私たちdipは夢とアイデアと情熱で社会を改善する存在となる」
冨田は「自分が頑張ったことで、世の中がこんな風に良くなった。ディップでの仕事で、こんな影響を与えられた、このように社会の改善につながった。そう感じて働けることが、この世に生を受けて働く者として、幸せを感じることにつながるのではないかと思います。我々の報酬は社会への貢献の見返りです」とディップで働く意義を語る。そしてついに、2013年12月東証一部への上場を果たす。その後アベノミクスで徐々に経済が回復し始めると、大躍進を遂げることとなる。
2014年にはバイトルのCMキャラクターに起用されたAKB48による一大プロモーションが開始され、冨田の繰り出すマーケティング戦略に大きな力を得た社員たちの大奮闘で、快進撃はさらに続いていく。
2018年2月期決算、創立20周年を迎えた年度に、冨田が掲げた大きな目標の一つであった営業利益100億円突破を成し遂げる。

### 新たな未来への挑戦
2019年3月、冨田は社員総会で新たなビジョンを発表した。
“Labor force solution company”
「ルーティン作業はデジタルレイバーに任せて効率化し、人には、その人の能力を発揮できる仕事を任せたほうが、職場も活き活きとし、労働環境もよくなっていきます。そうなれば、従業員は長く定着してくれて熟練度も高まります。やがて生産性は向上し、結果的に企業の競争力強化につながります。人間がもっと人間らしい仕事に取り組み、会社の生産性も業績も上がる。何よりも仕事が楽しく、幸せを感じられる世の中にしたい」

### コロナ禍で大きな不安を抱える求職者・顧客に対し、独自の施策を実行
そして2020年世界を襲ったコロナ禍。大きな不安を抱えるユーザーと顧客に対して、矢継ぎ早に支援策を打ち出す。
2020年3月9日、感染したユーザーに向けた経済支援策を発表。発表のリリースには冨田の思いがこのように綴られている。「この支援策が、私たちの大切なユーザーの皆様の不安軽減に少しでもつながり、暗いニュースが続く日々の中に少しでも明るさをもたらすことを心から願っています」
それ以外にも多くの施策が次々と実行されていく。一連の素早い施策は、ユーザー、顧客から大きな支持を集め、社員達の勇気と希望になっている。

▼2020年3月～ 1回目の緊急事態宣言発令前
・罹患して休業を余儀なくされたユーザーを支援する「休業時の経済支援策」を開始
・急な欠員対応に苦慮する企業を支援する「短期求人掲載枠の無償提供」開始
※その他にも、資金繰りが困難な顧客企業への掲載料の支払い延長施策等、様々な施策を実施

▼2021年7月～
安心・安全な環境づくりのため、また全ての方が活気ある日常を取り戻すことができるよう
ワクチン手当などのインセンティブを付与する求人を集めた「ワクチンインセンティブプロジェクト」を開始。その求人は30万件以上を超え、多くの企業・ユーザーから賛同を得た。多くのメディアにも取り上げられ、社会へ影響を与えた施策となった。

▼2021年12月～
日本における賃金の伸びが鈍く、賃金格差もある社会課題に対し、顧客企業へ営業担当から賃金アップ等の待遇向上提案を行い、仕事を探す求職者へ好待遇の求人情報を提供。
コロナ禍の後に予想される深刻な労働力不足を見越した採用力の強化になると多くの賛同を得て2022年10月時点で時給アップ案件は42万件にのぼる。

### 経営の根底にあるフィロソフィー
コロナ禍で2021年2月期は減収減益だったが、2023年2月期上期は売上高がコロナ前を上回り、業界内のシェアも伸ばしている。
「コロナというピンチが、自分たちのフィロソフィー、われわれは何のために仕事をしているのかに改めて気づくきっかけになったように思います。われわれが大切にしているのは「ユーザーファースト」という視点です。「バイトル」などを通じてアルバイトをしている人たちのことを一番に考える。それがユーザーの支持につながり、社員もユーザーのためにという気持ちでひとつになれた。それが大きかったと思います。大事なのはわれわれが有期雇用者に対して何ができるかを早く示すこと。われわれがこうした方針を示したことが、政府の休業給付のような支援策の呼び水になったのではないでしょうか。」

ディップは2004年に東証マザーズに上場したが、当時の社員は60人。その1年半後には350人に増えていったが、その頃はまだ中途採用が中心だった。しかし2006年4月に200人の新卒採用を実施、2019年に社員数は2,000名を超える。
「その頃（新卒採用を実施し始めた頃）から、社員がなぜ当社を選んでくれるのかを考える中で、われわれの使命を具現化したものが必要だと思い始めました。そこでフィロソフィーをつくり、それに賛同してくれる人に入社してもらうことに決めたのです。入社する人は全員、このフィロソフィーに共鳴してくれています。ですから定着率も以前よりよくなりましたし、僕自身も変わりました。もともと新しいアイデアは僕が出すことが多いのですが、その時も、フィロソフィーに合致しているかどうかをまず考える。それに仮にフィロソフィーと違うことを打ち出したら、社員が賛同してくれません。ですから事業として成り立たない。逆に社員が腹落ちしてくれるアイデアなら、ぜひやろう、ということになって事業としてもうまくいく。
例えば時給交渉にしても、社員が常日頃から会っているのはアルバイトしているユーザーではなく、お金をいただいているクライアントの方たちです。ですから、時給を上げてほしいとは、正直、言いたくないという気持ちも少しはあったかもしれません。しかし、ユーザーファーストがフィロソフィーにある。ユーザーの立場で考えてどちらが正しいかといえば、時給交渉をすることです。そこに気づいてくれれば、社員は一斉に動きます。自分たちが社会の役に立っている。それが実感できれば働き甲斐も生まれてくる。それが会社のパワーにもなる。われわれは常に変化していなくては滅んでしまいます。しかし変化するにも軸がないと薄っぺらになってしまう。そのためにもフィロソフィーが必要で、フィロソフィーこそがわれわれの魂です。」

### 「パーパス経営」著者　一橋大学ビジネススクール客員教授 名和高司の評価
・今、「パーパス」が世界のキーワードとなっている。日本では「存在理由」と訳されることが多いが、筆者（名和）は「志」と読み替えている。それは古来、日本人が大切にしてきた信念だ。先が見えない時代、志こそが未来を拓く羅針盤となってくれるはずだ。　日本は「失われた30年」からの出口を探している。しかし、その間、驚異的な成長を遂げた日本企業が、わずかながら存在する。ディップは、そのうちの1社だ。ディップの経営哲学は「夢（dream）×アイデア（idea）×情熱（passion）」である。そして、これは京セラ創業者の稲盛和夫、日本電産創業者の永守重信の経営哲学と見事に符合している。
・21世紀は、デジタル世代、そしてサステナビリティ世代が、未来を拓く時代である。社員の平均年齢が29歳のディップは、次世代の人財を中心としたDSX（Digital & Sustainable Transformation）時代の申し子だといえよう。